# Jeannette von Wolfersdorff
Jeannette von Wolfersdorff, legalmente Sonia Jeannette Schiess (Aquisgrán, 15 de enero de 1976), es una ingeniera comercial alemana, cofundadora de la fundación Observatorio fiscal y primera mujer en ser parte del directorio de la Bolsa de Comercio de Santiago.

## Biografía
Von Wolfersdorff comenzó su carrera en el ámbito financiero, en el área de inversiones de la DEG, banco de inversiones del Gobierno alemán, con inversión a nivel internacional para apoyar el desarrollo a través de mercados sostenibles. En 2002 llegó a Chile, donde empezó a trabajar en diversas empresas, entre otros, el ámbito de la construcción y turístico. Estuvo a cargo de la construcción de un hotel en la Isla de Pascua, y fue miembro del comité ejecutivo de la construcción del edificio Tánica, el primer edificio certificado como LEED GOLD NC en Chile.
En Fundación Contexto Ciudadano destaca su trabajo en impulsar las denominaciones de origen en Chile, logrando que se registraran en el Instituto Nacional de Propiedad Industrial (INAPI): langosta y cangrejo dorado de Juan Fernández, atún de Isla de Pascua, sal de Cáhuil, dulces de La Ligua, cerámica de Pomaire, cerámica de Quinchamalí, mantas de Doñihue y aceitunas de Azapa.
Posteriormente se ha desempeñado  en iniciativas en pro de la transparencia pública, a través de la fundación Contexto Ciudadano  que en 2015 se convierte en institución cofundador del Observatorio fiscal, iniciativa de la sociedad civil que trabaja con analítica de datos para monitorear el gasto público y acercar información fiscal a la ciudadanía. Von Wolfersdorff impulsa la creación de esta iniciativa y se transforma en su primera Directora Ejecutiva.
El Observatorio del Gasto Fiscal en Chile destaca por su innovación, y es mencionado por la Directora Gerente del Fondo Monetario Internacional (FMI). Kristalina Georgieva, como ejemplo positivo a nivel mundial, para impulsar una mayor rendición de cuentas del gasto público.
En 2017 von Wolfersdorff fue elegida para integrar el directorio de la Bolsa de Comercio de Santiago, siendo la primera mujer en integrarse a él desde su fundación en 1893.
Como directora de la Bolsa, impulsó distintas iniciativas en materia sostenibilidad, destacando la creación del mercado de bonos verdes y sociales, y conversatorios acerca de derechos humanos y empresas, y una mayor transparencia en materia social, de gobierno corporativo, y medioambiental. Von Wolfersdorff fue elegida como Presidenta del Comité de Gobierno Corporativo y Sostenibilidad del directorio de la Bolsa.
El 14 de noviembre de 2019 presenta su renuncia al directorio de la Bolsa de Comercio de Santiago.
El 13 de enero de 2020 es llamada a integrar la Comisión Asesora Ministerial para la Transparencia, Calidad y el Impacto del Gasto Público del Ministerio de Hacienda. Es elegida como Presidenta de la Comisión. A inicios del 2021, la Comisión entrega un conjunto de recomendaciones -acordados de forma unánime- para mejorar la transparencia y eficiencia del gasto público.
A inicios de 2022, Von Wolfersdorff es reconocida a nivel internacional por la asociación "World Commerce & Contracting" por su trabajo a favor de la transparencia en el gasto fiscal y en las compras públicas.
En mayo de 2022 von Wolfersdorff es invitada por BHP a integrar el directorio de la Fundación Chile, institución público privada, que tiene el objetivo de impulsar innovación y la transformación del Chile hacia el desarrollo sostenible.
En junio de 2022 presenta su libro "Capitalismo - Una historia sobre innovación, inversiones y el ser humano" a través de la editorial Penguin Random House, y el sello Taurus

### Vida privada
Está casada con el empresario Christoph Schiess, presidente del holding Tánica, y tienen tres hijos.